# Afrothismia zambesiaca
Afrothismia zambesiaca är en enhjärtbladig växtart som beskrevs av Martin Roy Cheek. Afrothismia zambesiaca ingår i släktet Afrothismia och familjen Burmanniaceae.
Artens utbredningsområde är Malawi. Inga underarter finns listade i Catalogue of Life.